# Марк Рідер
Марк Рідер (англ. Mark Reeder, народився 5 січня 1958, Манчестер, Англія) — британський музикант і музичний продюсер.
З 1978 року живе і працює в Берліні. Він є засновником і власником німецького лейблу електронної танцювальної музики «MFS Records».

## Життя і музична кар'єра
Рідер народився у 1958 році в Манчестері, Велика Британія. З юних років захоплювався музикою.
У 1977 році він спільно з Міком Хакналлом сформував панк-рок гурт The Frantic Elevators, який згодом покинув. 1978 року він вирішив переїхати до Берліна. Живучи там, Рідер став представником Factory Records у Німеччині, займався промоушеном гуртів цього лейблу Joy Division і A Certain Ratio.
У 1981 році Рідер разом з Алістером Греєм сформував синті-поп-рок дует Die Unbekannten.. Пізніше до них приєднався барабанщик Томас Вайдлер (який потім також грав в Die Haut і Nick Cave and the Bad Seeds). Вони випустили два дуже темних і депресивних міні-альбоми між 1981 і 1982 роками. В березні 2005 року Die Unbekannten обмеженим тиражем випустили вінилову платівку Don't Tell Me Stories, що включала два попередніх записи і деякий невиданий матеріал.
У 1984 році Die Unbekannten змінили назву на «Shark Vegas» і гастролювали Західною Європою разом з New Order.

## Дискографія
Die Unbekannten
- 1981: Die Unbekannten — Die Unbekannten (Monogam Records)
- 1983: Die Unbekannten — Dangerous Moonlight EP (Monogam Records)
- 1982: Die Unbekannten — Dangerous Moonlight (Monogam Records)
- 2005: Die Unbekannten — Don't Tell Me Stories (Vinyl-on-demand)

Shark Vegas
- 1984: Shark Vegas — You Hurt Me (Totenkopf)

Alien Nation
- 1989: Alien Nation — House In The Desert (Big Sex Records)
- 1989: Alien Nation — Travis (Preset Records)
- 1991: Alien Nation — Lovers Of The World (MFS)

Ten Forward
- 1996: Ten Forward — Patterns Of Force (MFS)

Hustler & Stoßdämpfer
- 2000: Hustler & Stoßdämpfer — Stoßdämpfer (Flesh)

Solo
- 2009: Blank & Jones / Mark Reeder — Reordered (Soundcolours)
- 2011: Mark Reeder — Five Point One (Kennen Ltd)[5]

## Вибрана фільмографія
- 1985: Mosquito (дитячий телесеріал)
- 1986: Езра Паунд (Ezra Pound) (ZDF)
- 1988: Molle mit Korn (ARD, серіал)
- 1989: Рожевий сад (Der Rosengarten)
- 1989: Король смерті (Der Todesking)
- 1991: Некромантик 2 (Nekromantik 2)
- 1991: Вечірка: Мертва природа (The Party: Nature Morte)
- 2008: Ми називаємо це Techno! (We Call It Techno!) (документальний фільм)
- 2009: Captain Berlin Versus Hitler

## Публікації
Рідер іноді пише огляди фільмів, DVD і музики для різних журналів, таких як Stadtkomplize у Берліні, Laif magazine у Польщі, B:EAST magazine і XMAG & Bassline в Чехії. Він також є постійним автором британського Time Out.